# 陳其昌 (托派)
陳其昌（1900年—1942年），曾化名陈清晨、陈仲山、江维亮，中華民國時期托派政治人物。早期是中国共产党工人運動積極參與者和幹部，後與陳獨秀等人加入托派，抗日戰爭時期因在地下抵抗日軍佔領而被殺害。

## 生平

### 早年參與中共
陈其昌在1900年在洛阳出生，20年代就讀北京大學，先學習教育後轉向經濟。在校期間他於1925年加入中國共產黨。曾擔任過支部幹事、市东城区委委员等黨內職務。1927年蔣介石反共四一二政變發生，他去山東，後去上海隨共產黨參與工人运动，組織上海法租界的電車與紡織工人。
北大期間他曾是王實味的同學，並在1930年在王實味的妻子劉瑩小產時慷慨資助全部家當。據說他也是王實味最初的入黨介紹人。
王實味後來脫黨，又在去延安參加毛澤東領導的中共紅軍時的1937年重新入黨，但因撰寫《野百合花》遭批判並逮捕，被康生打成托派（他與陳其昌早期的關係可能成為康生迫害王實味的把柄），“內奸”，被陳養山所殺。被審訊期間王實味“不肯否认那温暖地保存在他心中的老大哥‘好的人性’”。

### 加入托派
陳其昌1929年閱讀托洛茨基關於中国的觀點後与中共之前首任領袖陳独秀思想轉向托派被中共開除出黨。同時參加托派的有鄭超麟和陳其昌的老同學王凡西等。王凡西後來讚揚陳其昌的人品:
這是一個具有最優秀的革命家的一切性格的人：吃苦安貧，從不懂得生活的享受；疾惡如仇；對一切被踐踏與被欺侮者懷有無上悲憫；最不喜歡擺架子；他不但沒有領導分子的裝腔作勢，而且永遠把自己安放在最危險的最前列；他身上混合著新式的同志愛和舊式的義氣；對一般同志的安全和生活照顧得無微不至；所以他是以“大哥”這個綽號聞名的。
他是托派組織中國共產黨左派反對派成員。1935年，陳其昌支持陳獨秀，遭托派內部另一派領導人劉仁靜反對，劉仁靜宣布將陳其昌開除出托派組織。劉仁靜與其他一些托派成員被中國國民黨當局逮捕後劉仁靜叛變，對陳其昌的開除也就作廢了。同年，陳其昌與李福仁、尹寬、王凡西等出席托派“組織重建委員會”。

### 給魯迅寫信
1936年，陳其昌給中國著名作家魯迅寫信闡述托派視點試圖贏得魯迅的支持。魯迅當時重病，而馮雪峰代筆寫了一封很兇的駁斥陳其昌與托派的信後被發表為《答托洛斯基派的信》。馮雪峰的信暗示托派收了侵華日軍的錢。抗戰時期，中共的宣傳也誣稱托派是日本特務，漢奸，和斯大林的蘇聯當局統一口徑。

### 抗日與犧牲
九一八事件发生后，陳其昌投入抗日活動。上海被佔領後他繼續地下抵抗。1942年，陳其昌被日军逮捕，为憲兵所殺。

## 家人
陳其昌夫人為陳尚延芳，她於1991年去世，留有三男一女。其中一個兒子陳道同在中華人民共和國成立後的1952年毛澤東發動大肅托期間被捕，監禁四年後獲釋。陳道同後來和1979年才獲釋的鄭超麟有來往，並曾寫詩詞懷念父親“忠烈舞罡风，情系苍空，休说死去万事空，西向行人多壮士，道与天同”。陳道同於2014年因肺癌逝世。